# Langwiesen (Gemeinde Straßburg)
Langwiesen ist eine Ortschaft in der Gemeinde Straßburg im Bezirk St. Veit an der Glan in Kärnten. Die Ortschaft hat 33 Einwohner (Stand 1. Jänner 2024).

## Lage
Langwiesen liegt linksseitig im Gurktal, nordwestlich des Gemeindehauptorts Straßburg-Stadt, auf dem Gebiet der Katastralgemeinde Straßburg Land. Die Streusiedlung erstreckt sich über eine Länge von etwa drei Kilometern im Graben des Langwiesenbachs und umfasst die Höfe Grabner (Grabenkeusche; Nr. 1), Tschalnig (Tschallnig in der Oeden; Nr. 2), Brandweinkeusche (Brandweiner, Nr. 3), Pedenk (Bedenk, Nr. 4), Langwieser (Nr. 5), Kögler (Nr. 6), Steiner (Nr. 7), Steckbauer (Stegbauer, Steckkeusche, Nr. 9), Hofer (Nr. 10, 10a), Lausmann (Nr. 11) und ein Haus ohne Vulgonamen (Nr. 12).

## Geschichte
Seit Gründung der Ortsgemeinden Mitte des 19. Jahrhunderts gehört Langwiesen zur Gemeinde Straßburg.

## Bevölkerungsentwicklung
Für die Ortschaft ermittelte man folgende Einwohnerzahlen:
- 1869: 12 Häuser, 85 Einwohner[2]
- 1880: 12 Häuser, 90 Einwohner[3]
- 1890: 13 Häuser, 81 Einwohner[4]
- 1900: 12 Häuser, 86 Einwohner[5]
- 1910: 12 Häuser, 84 Einwohner[6]
- 1923: 11 Häuser, 75 Einwohner[7]
- 1934: 71 Einwohner[8]
- 1951: 10 Häuser, 63 Einwohner[9]
- 1961: 12 Häuser, 70 Einwohner[10]
- 2001: 11 Gebäude (davon 10 mit Hauptwohnsitz) mit 12 Wohnungen; 44 Einwohner und 2 Nebenwohnsitzfälle; 10 Haushalte; 0 Arbeitsstätten, 10 land- und forstwirtschaftliche Betriebe[11]
- 2011: 12 Gebäude, 31 Einwohner, 10 Haushalte, 1 Arbeitsstätte[12]
- 2021: 11 Gebäude, 29 Einwohner, 12 Haushalte, 5 Arbeitsstätten[13]